# Церква Успіння Пресвятої Богородиці (Борислав)
Церква Успення Пресвятої Богородиці — чинна греко-католицька церква у місті Бориславі Львівській області, по вул. Степана Бандери. Побудована у листопаді 1929 року.

## Історія Мразницької церкви

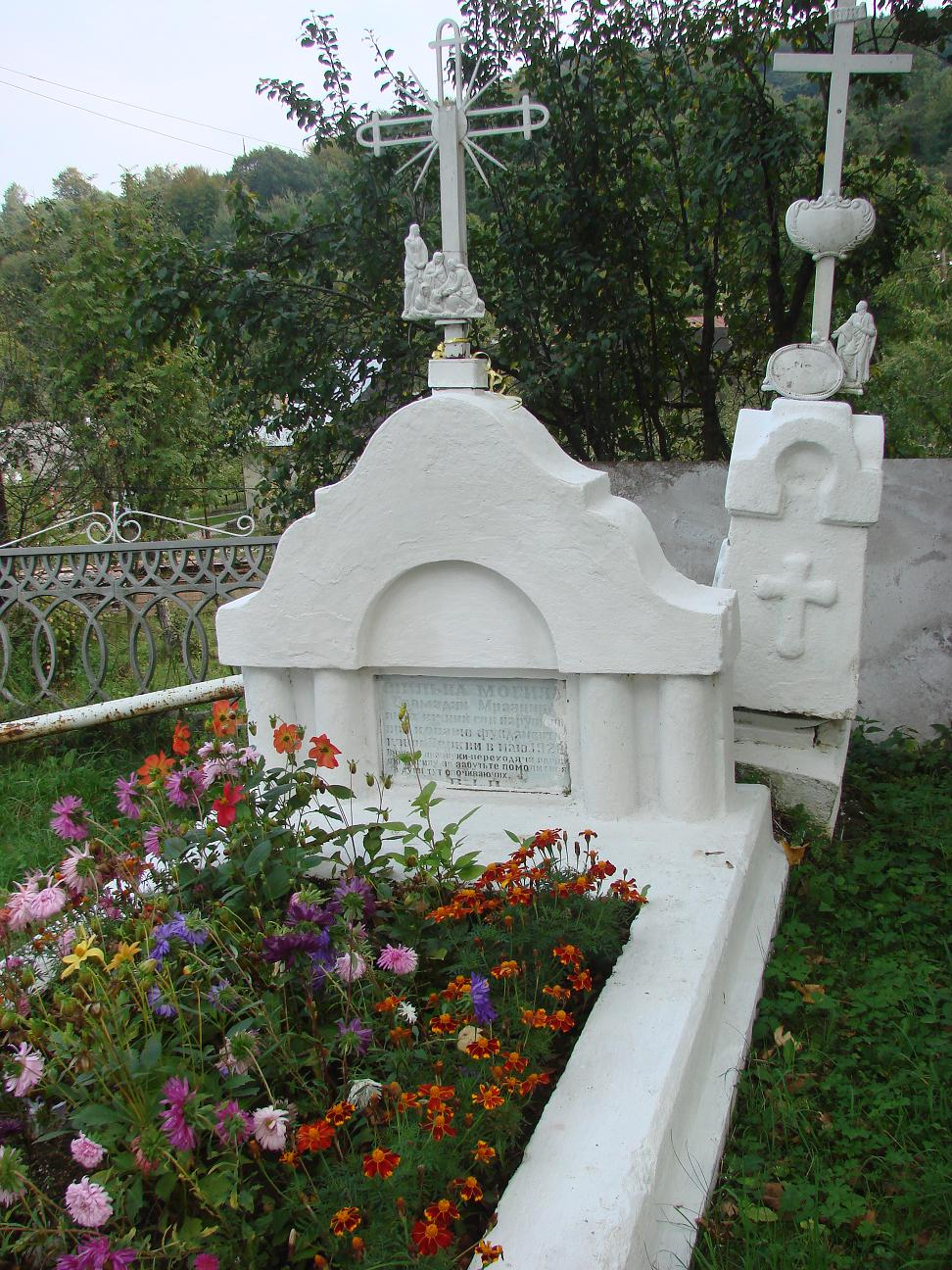
Спільна могила, у якій поховано останки, виявленні при копанні під фундамент церкви Успення Пресвятої Богородиці на Мражниці у травні 1928 р.

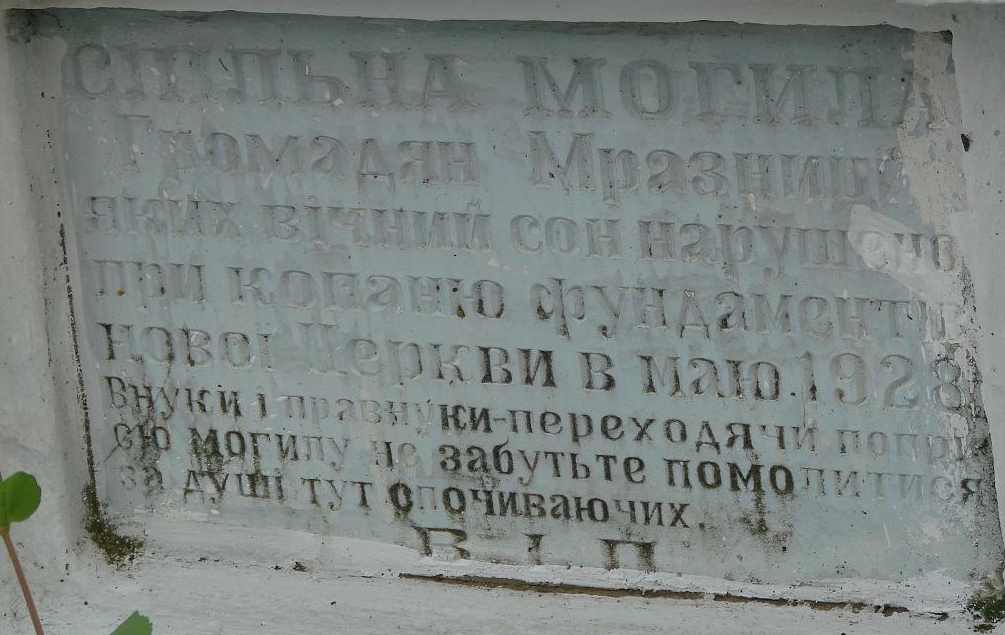
Дошка на спільній могилі зблизька

У 1835 році в селі Мразниця (південна частина сучасного міста Борислава) була збудована невеличка дерев'яна церква парохом Михайлом Вітошинським. Але до цієї побудови на цьому ж місці теж стояла церква. Про це свідчить хоча б напис на балці церкви, який був знайдений 31 травня 1928 року і сумлінно занотований парохом о. І.Ліщинським «Ту от давніх літ церков була до року (1834) а сія церков року 1835, поставлена за битнощі Вельможнего Пана Ксєндза Вітошинськєго пароха з Борислава у Мразниці (така напись була на бальку сеї церкви). Церков ся за пароха о. І. Ліщинського 31 мая 1928 зістала розібрана і перевезена з долішнім іконостасом до села Каменопіль (парохія Підбірці) коло Львова. Попередня церков після (…) мала згоріти. 31/5 1928. о. Ліщинський». Другий доказ— це ікона «Богоматір», яка передана на зберігання в музей «Дрогобичина» і яку мистецтвознавці датують приблизно XVI століттям.
Стара дерев'яна церква у 1928 році була передана греко-католицькій громаді села Кам'янопіль.
Громада збудувала у 1929 році нову церкву, яка діяла до жовтня 1962 року, а згодом була закрита та використовувалась під складські приміщення. 26 березня 1989 року церква була знову відкрита, як парафія Російської Православної церкви. З лютого 1991 року— Українська Греко-католицька церква.
З 1989 року парохом церкви Успення Пресвятої Богородиці є протоієрей Миколай Пишкович.

## Історія побудови церкви
Розпочато будівництво у червні 1928 року, завершено у листопаді 1929 року, а решта робіт було закінчено в 1931 році. Будувався за і під керівництвом пароха (керівника церкви) Івана Ліщинського, на кошти місцевих жителів та власників копалень нафти у м. Бориславі. Архітектори: Сергій Тимошенко, Олександр Пежанський. Будував церкву інженер Лев Шелевич. 

## Архітектура
Церква збудована на високому цоколі з тернопільського каменю, підлога вимощена з чеської плитки, головний престіл збудовано з білого каррарського мармуру, церква прикрашена чотирма вхідними колонами, виготовленими з білого каменя, бані церкви покриті мідною бляхою. Оздоблена 10-ма мистецькими вітражами за проектом відомого художника Петра Івановича Холодного-старшого та під наглядом поета, прозаїка та художника Богдана Лепкого. Реалізувала ці вітражі відома тоді фірма С. Желенського у Кракові в 1929 році.